# Joyce Jonathan
Joyce Jonathan (n. 3 noiembrie 1989, Levallois-Perret) este o cântăreață, interpretă și compozitoare de muzică pop și folk de origine franceză.
Primul ei album, Sur mes gardes a câștigat discul de aur în mai 2010, la doar 5 luni după lansare. Câteva luni mai târziu acesta a câștigat discul de platină, iar pe 23 ianuarie 2011 a primit premiul revelației muzicii franceze.

## Biografie

### Copilărie și adolescență
Ea este cea mai mică fată din trei fiice. Mama ei este directoarea unei agenții de turism iar tatăl ei este arhitect. A făcut școala la Paris, iar din 2011 studiază psihologia. De la vârsta de 7 ani a început să studieze pianul, iar mai apoi a compus primele ei piese în secret, arătându-le doar surorilor mai mari. Ea a continuat studiul muzicii și s-a înscris la cursuri atât de pian cât și de canto, iar chitară a învățat singură, fiind influențată de artiști precum Teri Moïse și Tracy Chapman.
La vârsta de 16 ani, a postat pe MySpace trei dintre compozițiile sale. De asemenea l-a contactat pe co-fondatorul casei de discuri My Majoc Company pentru a-i asculta piesele.
În 2007, luna decembrie, la vârsta de 18 ani a fost făcută cunoscută lumii pe site-ul casei de discuri. Din 13 mai 2008 producătorii au investit 70.000 de euro pentru lansarea primului ei album, însă în scurt timp și-au recuperat investiția făcută.

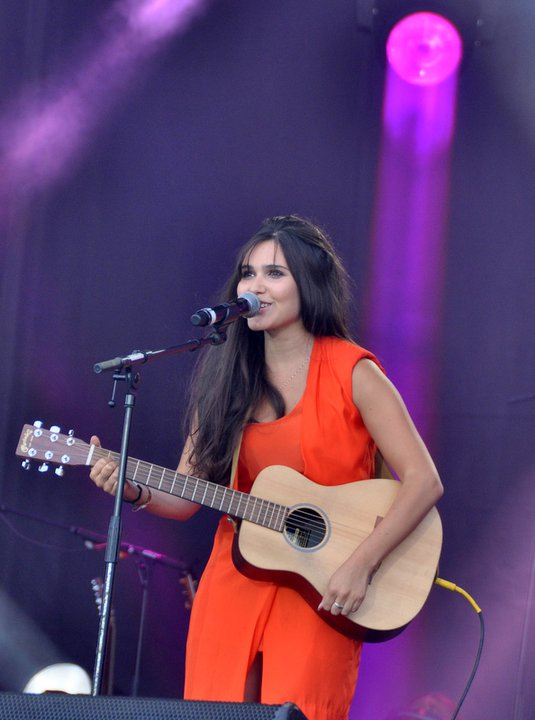
Joyce Jonathan la un concert din 2011

### Cariera muzicală
Datorită vizualizărilor ei de pe Internet, Joyce Jonathan a lansat primul ei album în 2008. Ea a cerut ajutorul lui Louis Bertignac, chitaristul formației Telephone, care impresionat de talentul ei și de vocea ei a acceptat să o ajute la aranjarea partiturilor. A lucrat împreună cu el timp de un an în studioul acestuia.
Cele două piese ale sale, Je ne sais pas și Pas besoin toi sunt de pe primul ei album care a primit discul de aur, și au devenit cele mai descărcate piese de pe Internet.
În luna august 2010, piesa L'heure avait sonné a fost inclusă în episodul 4 din primul sezon al serialului Gossip Girl.
În 2011 a câștigat premiul pentru revelația anului 2011 din muzica franceză. De asemenea ea câștigat premiul, în același an, de la Uniunea Națională a Compozitorilor pentru piesa Je ne sais pas.
În 2012, a fost nominalizată la categoria "cea mai bună voce feminină a anului 2012 în cadrul premiilor NRJ Music Awards.
Pe data de 6 mai 2012 a apărut la Place de la Bastille pentru a celebra victoria lui François Hollande în cadrul alegerilor prezidențiale.
În luna iulie a părăsit My Major Company și a semnat cu Polydor.

### Cariera internațională
Joyce Jonathan este apreciată de asemenea și în afara granițelor Franței în țări precum China sau Taiwan, albumul în limba mongolă fiind lansat în 2010,  plasându-se pe locul 5 în topurile din Hong Kong și Taiwan, iar piesa Je ne sais pas fiind una dintre cele mai difuzate pentru mai multe săptămâni. O data cu aceste succese au venit și invitații la diferite emisiuni TV, cum ar fi o emisiune de Anul Nou, urmarită de peste 150 de milioane de chinezi. Ea a continuat cucerirea continentului Asia luând parte la concerte în locuri precum: Beijing, Shanghai, Hong Kong, Wuhan și Taipei.

### Turnee
Joyce Jonathan a început un turneu în luna octombrie 2010, fiecare zi fiind plină, ea concertând în Paris, Perpignan, Rennes, Avignon și Chateaulin, completând cu unele concerte suplimentare până pe data de 28 aprilie 2011. Pe scenă este acompaniată de Cyrille Nobilet (chitară bas, pian și voce), Loic Maurin (baterie și voce) și Dino Trifunovic (chitară și voce).

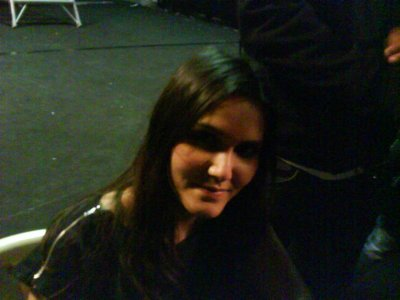
Joyce Jonathan în 2010

## Stil

### Versuri
Jonathan scrie texte despre copilăria ei. În mare parte versurile sunt inspirate din istoria personală, însă ea abordează și teme precum familia sau iubirea.

### Muzică
Chitaristă și pianistă, Joyce Jonathan compune piese cu tentă folk în conformitate cu cuvintele pe care le compune. Louis Bertignac rafinează primului ei album cu aranjamente subtile și lejere, muzica fiind una liniștită.

## Discografie

### Albume
| Anul | Titlul         | Locul în Franța | Descărcări în Franța | Locul în Belgia | Vânzări         | Descărcări     | Premii                    |
| ---- | -------------- | --------------- | -------------------- | --------------- | --------------- | -------------- | ------------------------- |
| 2010 | Sur mes gardes | 17              | 1                    | 98              | Franța: 121.000 | Franța: 17.000 | Franța: discul de platină |

### Single-uri
- 2009: Pas besoin toi
- 2009-2010: Je ne sais pas (cu Fabien Nataf)
- 2010:  L'Heure avait sonné
- 2011: Tant pis

## Viața privată
În prezent este într-o relație cu fiul președintelui francez François Hollande, Thomas Hollande, mama lui fiind Ségolène Royal, socialistă franceză.